# Uczestnik ruchu
Uczestnik ruchu – pieszy, osoba poruszająca się przy użyciu urządzenia wspomagającego ruch, kierujący, a także inne osoby przebywające w pojeździe lub na pojeździe znajdującym się na drodze.
Uczestnik ruchu (lub inna osoba na drodze) jest zobowiązany do przestrzegania przepisów zawartych w prawie o ruchu drogowym.